# Rudolf Fellmann
Rudolf Fellmann (* 20. September 1925 in Basel; † 28. August 2013) war ein Schweizer provinzialrömischer Archäologe.

## Leben
Rudolf Fellmann studierte nach dem Besuch des humanistischen Gymnasiums in Basel von 1944 bis 1950 an der Universität Basel Klassische Philologie und Geschichte. 1955 wurde er dort bei Rudolf Laur-Belart mit der Dissertation Basel in römischer Zeit promoviert. Anschließend war er Stipendiat am Istituto Svizzero di Roma.  Nach dem Studium arbeitete er von 1952 bis 1957 als Konservator am Vindonissa-Museum in Brugg. 1957 steuerte er für das 2000-jährige Jubiläum der Colonia Augusta Rauricorum eine Arbeit zum Grabmal des Koloniegründers Lucius Munatius Plancus bei. Von 1958 bis 1990 unterrichtete er Alte Sprachen und Geschichte am Gymnasium am Kohlenberg in Basel. 
Fellmann habilitierte sich 1975 an der Universität Freiburg und wurde 1977 an der Universität Bern außerordentlicher Professor für provinzialrömische Archäologie. 1990 erfolgte die Emeritierung. Außerhalb der Schweiz nahm er in den Jahren 1954 bis 1956 an Ausgrabungen am Baalschamin-Heiligtum in Palmyra teil. In zwei Publikationen stellte er die frühe Grabanlage sowie die Lampen und Stuckaturen der Anlage vor. Von der Begründung im Jahr 1970 bis 1995 war er Redaktor, danach noch mehrere Jahre Mitglied im wissenschaftlichen Beirat der Zeitschrift Antike Welt. Am 28. August 2013 starb Fellmann infolge einer schweren Erkrankung.
Fellmann stand bei seiner Forschung zwischen der Provinzialrömischen und der Klassischen Archäologie. Er befasste sich insbesondere mit den römischen Hinterlassenschaften in der Schweiz sowie mit der Militärgeschichte. Sein mit Walter Drack verfasstes Buch Die Römer in der Schweiz (1988) gilt als Standardwerk. Fellmann war korrespondierendes Mitglied des Deutschen Archäologischen Instituts.

## Schriften (Auswahl)
- Basel in römischer Zeit  (= Monographien zur Ur- und Frühgeschichte der Schweiz. Band 10). Birkhäuser, Basel 1955, DNB 57191554X (zugleich Dissertation an der Universität Basel).
- Die Schweiz zur Römerzeit. Ausstellung zur Feier der vor 2000 Jahren vollzogenen Gründung der Colonia Raurica, Historisches Museum Basel, Basel 1957. 2. erweiterte Auflage Historisches Museum Basel, Basel 1957
- Das Grab des Lucius Munatius Plancus bei Gaëta. Herausgegeben zur Feier der vor 2000 Jahren vollzogenen Gründung der Colonia Raurica (= Schriften des Institutes für Ur- und Frühgeschichte der Schweiz Band 11). Institut für Ur- und Frühgeschichte der Schweiz, Basel 1957
- Die Principia des Legionslagers Vindonissa und das Zentralgebäude der römischen Lager und Kastelle. Vindonissa-Museum, Brugg 1958.
- Die ur- und frühgeschichtliche Höhensiedlung auf dem Crep da Caslac ob Vicosoprano im Bergell (= Schriftenreihe des Rätischen Museums Chur, Heft 18). Rätisches Museum Chur, Chur 1974
- Principia – Stabsgebäude (= Kleine Schriften zur Kenntnis der römischen Besetzungsgeschichte Südwestdeutschlands, Nummer 31). Limesmuseum Aalen und Württembergisches Landesmuseum, Aalen / Stuttgart 1980
- Das römische Basel (= Führer durch das Historische Museum Basel Heft 2). Christoph-Merian-Verlag, Basel 1981, ISBN 3-85616-012-4
- La Suisse gallo-romaine. Cinq siècles d’histoire. Payot, Lausanne 1992, ISBN 2-601-03085-2
- Herausgeber: Jagen und Sammeln. Festschrift für Hans-Georg Bandi zum 65. Geburtstag (= Jahrbuch des Bernischen Historischen Museums, Jahrgang 63/64. 1983/84). Stämpfli, Bern 1985, ISBN 3-7272-9323-3
- mit Walter Drack: Die Römer in der Schweiz. Theiss / Raggi-Verlag, Stuttgart / Jona 1988, ISBN 3-8062-0420-9
- mit Walter Drack: Die Schweiz zur Römerzeit. Führer zu den Denkmälern. Artemis und Winkler, Zürich / München 1991, ISBN 3-7608-1045-4
- Römische Kleinfunde aus Holz aus dem Legionslager Vindonissa  (= Veröffentlichungen der Gesellschaft Pro Vindonissa in Brugg, Band 20). Gesellschaft pro Vindonissa, Brugg 2009, ISBN 978-3-9523105-3-3